# Caprimulgus nigriscapularis
Caprimulgus nigriscapularis là một loài chim trong họ Caprimulgidae.